# Widłogłówka
Widłogłówka (Phaner) – rodzaj naczelnych ssaków z grupy Strepsirrhini i rodziny lemurkowatych. Obejmuje 4 gatunki. Jak wszystkie lemurokształtne, pochodzą z Madagaskaru, zamieszkują zachodnią, północną i wschodnią część wyspy. Pierwotnie naczelne te umieszczono w rodzaju Lemur, w 1839, później przenoszono je do rodzajów Cheirogaleus i Microcebus, w końcu zaś doczekały się osobnej nazwy rodzajowej, nadanej w 1870 przez brytyjskiego zoologa Johna Edwarda Graya. Uznawano wtedy tylko 1 gatunek, Phaner furcifer (widłogłówka dwupręga, tana), jednak trzy podgatunki opisane w 1991 podniesiono do rangi osobnych gatunków w 2001. Istnieje możliwość identyfikacji nowych gatunków, zwłaszcza na północnym wschodzie Madagaskaru.
Phaner jest najsłabiej zbadany spośród wszystkich lemurów. Gatunki należące do tego rodzaju są jednymi z największych członków rodziny lemurkowatych: ich masa wynosi około 350 g. Są filogenetycznie najbardziej odrębną częścią swej rodziny, uchodząc za grupę siostrzaną reszty jej członków. Charakterystyczną cechą ich umaszczenia jest ciemna pręgą zdobiąca grzbietową stronę, uwagę zwracają też ciemne pierścienie otaczające oczy zwierzęcia, a także duże, błoniaste uszy. Samce posiadają gruczoły zapachowe ulokowane pod gardłem. Używają ich jedynie we wzajemnej pielęgnacji, nie dla oznaczania terytoriów. Zamiast tego wydają liczne odgłosy. Takie powtarzane sygnały rozbrzmiewają pod koniec nocy. Jak inni członkowie lemurkowatych, są to zwierzęta nocne, śpią za dnia w dziuplach drzew i gniazdach. Są monogamiczne, w parze dominującą rolę odgrywa samica. Uważa się, że wydają na świat tylko jedno młode co dwa lata lub nawet rzadziej.
Zamieszkują różnorodne siedliska, od suchych lasów liściastych do lasów deszczowych. Poruszają się wśród gałęzi drzew na czterech łapach. Ich dieta składa się głównie z gumy i innych substancji wydzielanych przez drzewa, uzupełniają ją polując późno w nocy na niewielkie stawonogi. Trzem gatunkom zagraża wyginięcie, a czwarty uznawany jest za narażony. Liczebność ich populacji maleje z powodu niszczenia lasów. Jak wszystkie lemurokształtne, podlegają ochronie przed handlem komercyjnym przez CITES (załącznik I).

## Systematyka

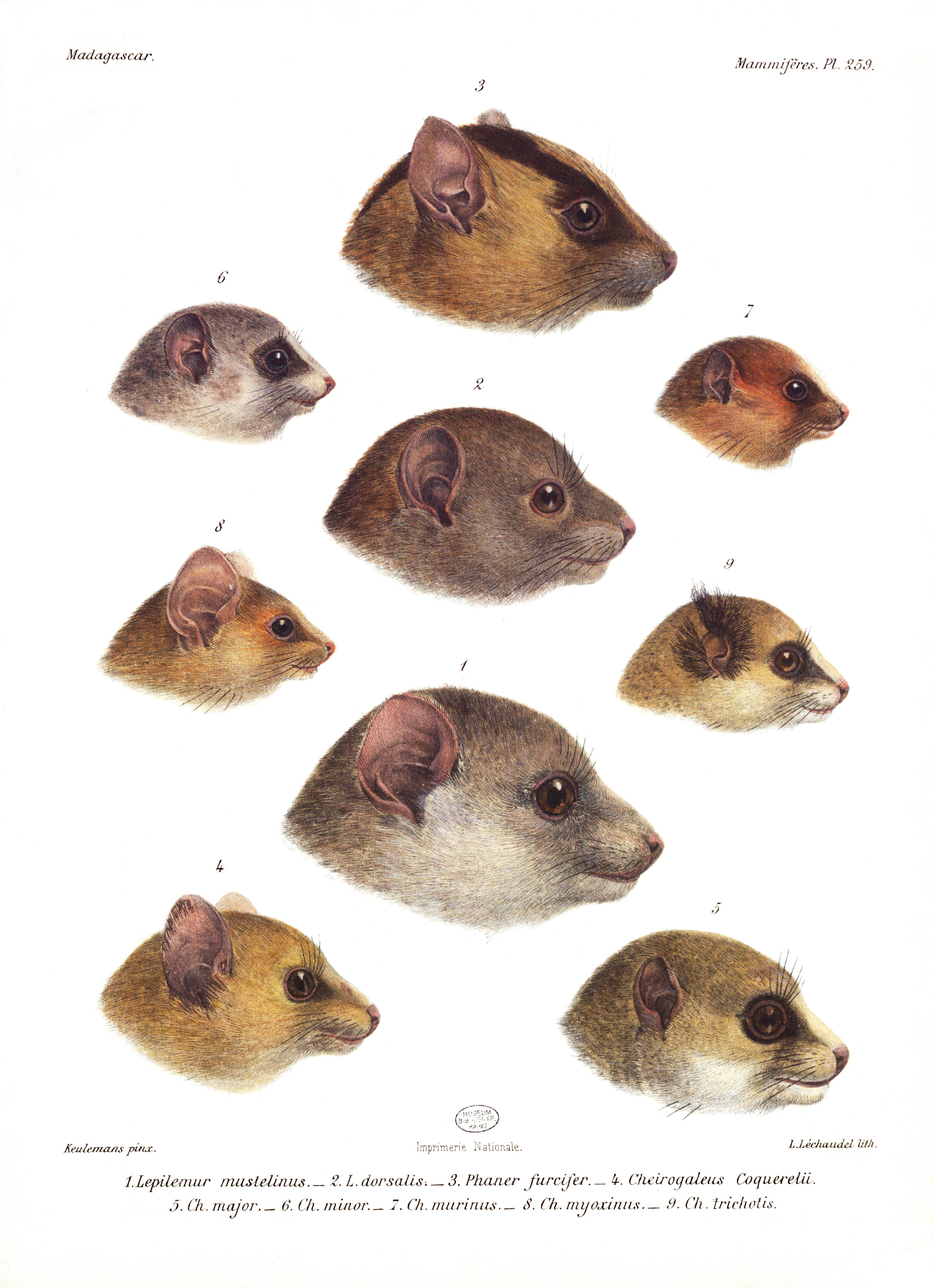
Profile 9 gatunków lemurów z rodzin lemurkowatych bądź lepilemurowatych, demonstrujące podobieństwo kształtu czaszki. W 1897 przedstawił je Alfred Grandidier. Phaner pośrodkowo na górze

Istnienie tych naczelnych po raz pierwszy udokumentował w 1839 francuski zoolog Henri Marie Ducrotay de Blainville. Opisał on widłogłówkę dwupręgą (tanę, P. furcifer) jako Lemur furcifer. Za holotyp uważa się samicę (nr ew. MNHN 1834-136) pozyskaną z Madagaskaru przez francuskiego przyrodnika Justina Goudota. Dokładne miejsce pochodzenia tego okazu nie jest znane, aczkolwiek podejrzewa się Antongil Bay. W 1850 francuski zoolog Isidore Geoffroy Saint-Hilaire przeniósł rzeczonego lemura do rodzaju Cheirogaleus. Jednak często umieszczano go w rodzaju Microcebus (mikrusek, także: „lemurki myszate”). W 1870 brytyjski zoolog John Edward Gray przypisał to zwierzę do odrębnego rodzaju Phaner po początkowym włączeniu ich wraz z Microcebus do Lepilemur. Choć francuski przyrodnik Alfred Grandidier zaakceptował nowy rodzaj wyodrębniony przez Graya (umieszczając inne lemurkowate w rodzaju Cheirogaleus i zwracając uwagę na podobieństwa czaszek pomiędzy Cheirogaleidae i Lepilemur) w 1897, rodzaj Phaner nie zyskał szerokiej akceptacji. We wczesnych latach 30. XX wieku zoolodzy Ernst Schwarz, Guillaume Grandidier i inni wskrzesili nazwę, wskazując na cechy pośrednie tego taksonu w stosunku do Cheirogaleus i Microcebus.
Do końca XX wieku uznawano tylko 1 gatunek omawianego rodzaju, choć wcześniej zauważono różnice w rozmiarach i ubarwieniu. Po porównaniu okazów muzealnych paleoantropolog Ian Tattersall i antropolog fizyczny Colin Groves wyróżnili w 1991 trzy nowe podgatunki: P. f. pallescens, P. f. parienti i P. f. electromontis. W 2001 Groves podniósł status każdego z czterech podgatunków do rangi gatunku w oparciu o zauważalne różnice w ubarwieniu, wielkości i proporcjach ciała pomiędzy izolowanymi populacjami. Choć Tattersall nie zgodził się z tym, powołując się na niedostateczne w jego opinii dane, zyskała ona powszechną akceptację.
W grudniu 2010 Russell Mittermeier z Conservation International i genetyk Edward E. Louis Jr. ogłosili możliwość istnienia nieznanych jeszcze gatunków tego rodzaju w objętych ochroną obszarach rejonu Daraina, na północnym wschodzie Madagaskaru. Wcześniej, w październiku tego roku, obserwowano, odłowiono i wypuszczono pewien okaz, ale badania genetyczne nie określiły jeszcze, czy rzeczywiście należy go zaliczyć do nowego gatunku. Zwierzę wykazywało nieznacznie odmienny od spotykanego u znanych gatunków wzór umaszczenia. Jeśli okaże się nowym gatunkiem, naukowcy planują nazwać go od Fanamby, organizacji kluczowej dla ochrony tych lasów.
Do rodzaju widłogłówka zaliczają się 4 gatunki:
- Phaner furcifer (de Blainville, 1839) – widłogłówka dwupręga
- Phaner pallescens Groves & Tattersall, 1991 – widłogłówka jasna
- Phaner parienti Groves & Tattersall, 1991 – widłogłówka płowobrzucha
- Phaner electromontis Groves & Tattersall, 1991 – widłogłówka górska

### Etymologia
Etymologia nazwy rodzajowej Phaner ciekawiła badaczy przez wiele lat. Gray często tworzył tajemnicze nazwy taksonów, których nie wyjaśniał. W 1904 amerykański zoolog Theodore Sherman Palmer starał się udokumentować etymologie wszystkich nazw taksonów ssaków, jednak nie potrafił definitywnie wyjaśnić pochodzenia właśnie nazwy rodzajowej Phaner, wskazując tylko na pochodzenie z greki od φανερός (phaneros) oznaczającego „widoczny, oczywisty”. W 2012 Alex Dunkel, Jelle Zijlstra i Groves podjęli próbę wyjaśnienia zagadki. Idąc za pewnymi początkowymi spekulacjami, poszukiwanie literatury wydanej około 1870 ujawniło źródło nazwy: brytyjską komedię The Palace of Truth autorstwa W.S. Gilberta, której premiera odbyła się w Londynie 19 listopada 1870, prawie półtora tygodnia przed datą ukończenia przedmowy manuskryptu Graya (także opublikowanego w Londynie). Komedia skupia się na bohaterach noszących imiona: Król Phanor, Mirza i Azema. Jako że rodzaje Mirza i Azema (maki rudy, Microcebus rufus, obecnie synonim dla Microcebus) zostały również opisane w tej samej publikacji i są równie zagadkowe, autorzy doszli do wniosku, że Gray widział komedię i nadał trzem rodzajom lemurów jako nazwy imiona jej bohaterów.
W wydanym w 2015 roku przez Muzeum i Instytut Zoologii PAN Polskim nazewnictwie ssaków świata rodzaj ten występuje pod nazwą widłogłówka.

## Ewolucja
Widłogłówka może stanowić grupę siostrzaną reszty Cheirogaleidae (na górze, Weisrock et al. 2012) bądź też może być bliżej spokrewniona z Lepilemur (na dole, Masters et al. 2013).

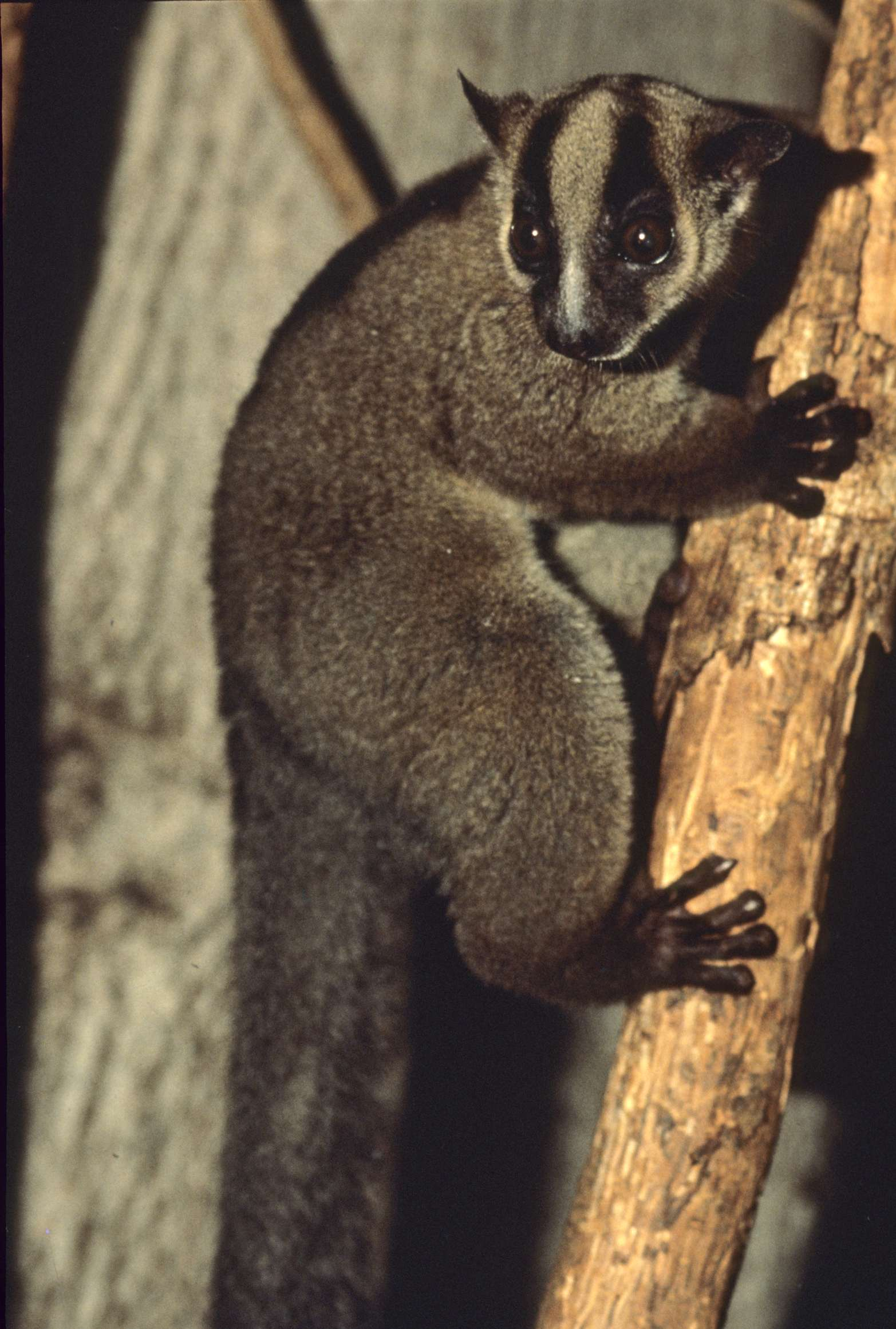
Osobnik Phaner pallescens trzymany w niewoli. Widoczne charakterystyczne umaszczenie głowy i grzbietu, od którego wywiedziono polską nazwę rodzaju.

|  | lemurak (Allocebus)                                                      |
|  |                                                                          |
|  | \| \| mikrus (Mirza) \| \| \| \| \| \| mikrusek (Microcebus) \| \| \| \| |
|  |                                                                          |
|  | mikrus (Mirza)                                                           |
|  |                                                                          |
|  | mikrusek (Microcebus)                                                    |
|  |                                                                          |

|  | mikrus (Mirza)        |
|  |                       |
|  | mikrusek (Microcebus) |
|  |                       |

|  | lemurak (Allocebus)                                                      |
|  |                                                                          |
|  | \| \| mikrus (Mirza) \| \| \| \| \| \| mikrusek (Microcebus) \| \| \| \| |
|  |                                                                          |
|  | mikrus (Mirza)                                                           |
|  |                                                                          |
|  | mikrusek (Microcebus)                                                    |
|  |                                                                          |

|  | mikrus (Mirza)        |
|  |                       |
|  | mikrusek (Microcebus) |
|  |                       |

|  | lemurak (Allocebus)                                                      |
|  |                                                                          |
|  | \| \| mikrus (Mirza) \| \| \| \| \| \| mikrusek (Microcebus) \| \| \| \| |
|  |                                                                          |
|  | mikrus (Mirza)                                                           |
|  |                                                                          |
|  | mikrusek (Microcebus)                                                    |
|  |                                                                          |

|  | mikrus (Mirza)        |
|  |                       |
|  | mikrusek (Microcebus) |
|  |                       |

|  | lemurak (Allocebus)                                                      |
|  |                                                                          |
|  | \| \| mikrus (Mirza) \| \| \| \| \| \| mikrusek (Microcebus) \| \| \| \| |
|  |                                                                          |
|  | mikrus (Mirza)                                                           |
|  |                                                                          |
|  | mikrusek (Microcebus)                                                    |
|  |                                                                          |

|  | mikrus (Mirza)        |
|  |                       |
|  | mikrusek (Microcebus) |
|  |                       |

|  | lemurak (Allocebus)                                                      |
|  |                                                                          |
|  | \| \| mikrus (Mirza) \| \| \| \| \| \| mikrusek (Microcebus) \| \| \| \| |
|  |                                                                          |
|  | mikrus (Mirza)                                                           |
|  |                                                                          |
|  | mikrusek (Microcebus)                                                    |
|  |                                                                          |

|  | mikrus (Mirza)        |
|  |                       |
|  | mikrusek (Microcebus) |
|  |                       |

|  | lemurak (Allocebus)                                                      |
|  |                                                                          |
|  | \| \| mikrus (Mirza) \| \| \| \| \| \| mikrusek (Microcebus) \| \| \| \| |
|  |                                                                          |
|  | mikrus (Mirza)                                                           |
|  |                                                                          |
|  | mikrusek (Microcebus)                                                    |
|  |                                                                          |

|  | mikrus (Mirza)        |
|  |                       |
|  | mikrusek (Microcebus) |
|  |                       |

|  | lemurak (Allocebus)                                                      |
|  |                                                                          |
|  | \| \| mikrus (Mirza) \| \| \| \| \| \| mikrusek (Microcebus) \| \| \| \| |
|  |                                                                          |
|  | mikrus (Mirza)                                                           |
|  |                                                                          |
|  | mikrusek (Microcebus)                                                    |
|  |                                                                          |

|  | mikrus (Mirza)        |
|  |                       |
|  | mikrusek (Microcebus) |
|  |                       |

|  | lemurak (Allocebus)                                                      |
|  |                                                                          |
|  | \| \| mikrus (Mirza) \| \| \| \| \| \| mikrusek (Microcebus) \| \| \| \| |
|  |                                                                          |
|  | mikrus (Mirza)                                                           |
|  |                                                                          |
|  | mikrusek (Microcebus)                                                    |
|  |                                                                          |

|  | mikrus (Mirza)        |
|  |                       |
|  | mikrusek (Microcebus) |
|  |                       |

|  | widłogłówka |
|  |             |
|  | Lepilemur   |
|  |             |

|  | lemurak                                             |
|  |                                                     |
|  | \| \| mikrus \| \| \| \| \| \| mikrusek \| \| \| \| |
|  |                                                     |
|  | mikrus                                              |
|  |                                                     |
|  | mikrusek                                            |
|  |                                                     |

|  | mikrus   |
|  |          |
|  | mikrusek |
|  |          |

|  | lemurak                                             |
|  |                                                     |
|  | \| \| mikrus \| \| \| \| \| \| mikrusek \| \| \| \| |
|  |                                                     |
|  | mikrus                                              |
|  |                                                     |
|  | mikrusek                                            |
|  |                                                     |

|  | mikrus   |
|  |          |
|  | mikrusek |
|  |          |

W obrębie rodziny lemurkowatych (Cheirogaleidae) rodzaj Phaner jest najbardziej filogenetycznie odrębny. Jednak jego miejsce pozostawało do niedawna niepewne. Synapomorfią właściwą lemurkowatym jest rozgałęzienie tętnicy szyjnej, z którym wstępuje ona do czaszki. Występuje ona wobec tego również u Phaner. Analizy morfologiczne, immunologiczne i powtarzalnych sekwencji DNA zaowocowały różnymi koncepcjami położenia filogenetycznego rodzaju, przy czym badania z 2001 i 2008 dysponowały niewystarczającymi informacjami bądź przyniosły bardzo niejasne wyjaśnienie pozycji rodzaju.
Na podstawie analizy 7 genów mitochondrialnych i 3 jądrowych wykazano podobieństwa Phaner z rodzajem Lepilemur z rodziny lepilemurowatych. Autorzy pracy zasugerowali, że może to być m.in. wynikiem hybrydyzacji i introgresji po początkowym rozdzieleniu się linii filogenetycznych tych rodzin. Późniejsza praca, w oparciu o analizę 43 cech morfologicznych i mtDNA, także grupowała Phaner z lepilemurem. Jeśli jest to poprawne, rodzina Cheirogaleidae byłaby parafiletyczną. Jednak znacząca zgodność pomiędzy dwoma badaniami filogenezy lemurów – jednym z 2004 wykorzystującym analizę SINE i kolejnym z 2012 wykorzystującym testy obejmujące wiele loci – daje silne wsparcie tezie uznającej Phaner i resztę lemurkowatych za grupy siostrzane, a więc i przyznającej dalsze pokrewieństwo Phaner i Lepilemur. Podział na linie Phaner i innych lemurkowatych mógł zajść około 38 milionów lat temu, niedługo po radiacji większości z głównych linii lemurokształtnych z Madagaskaru, która zaszła około 43 miliony lat temu.
Praca Yoder et al. z 2016 prezentuje kladogram dość podobny do przedstawionego powyżej. Samo powstanie rodziny lemurkowatych uczeni ci szacują na pomiędzy 25 a 30 milionami lat temu, co nie do końca zgadza się z danymi przedstawionymi na ich kladogramie. Najbardziej bazalnym przedstawicielem rodziny okazuje się widłogłówka. Następnie, przed 29 milionami lat, wyodrębniła się linia prowadząca do lemurka. Później oddzieliła się gałąź, która dała początek lemurakowi. W końcu, 20 milionów lat przed naszą erą, kolejny podział dał początek liniom mikrusa oraz mikruska, które ulegały dalszemu podziałowi. Taki przebieg ewolucji nie jest pewny, nie można wykluczyć, że w rzeczywistości mikrus nie tworzy kladu z mikruskiem, stanowiąc grupę zewnętrzną kladu mikruska z lemurakiem.

## Budowa
Do rodzaju Phaner należą jedne z największych, obok Cheirogaleus, przedstawiciele rodziny lemurkowatych. Masa ich ciał mieści się w zakresie od 350 do 500 g, podczas gdy długość głowy i tułowia – od 23,7 do 27,2 cm, a długość ogona – od 31,9 do 40,1 cm.
Futro grzbietowej strony ciała jest jasnobrązowe bądź jasnoszarobrązowe. Po brzusznej stronie ciała może być żółte, kremowe, białe bądź bladobrązowe. Czarna pręga rozciąga się od ogona przez grzbiet w płaszczyźnie pośrodkowej aż do głowy, gdzie dzieli się widlasto na szczycie głowy. Tworzący się w ten sposób kształt litery Y wiedzie do ciemnych pierścieni okalających oczy, niekiedy zstępuje jeszcze niżej, do pyska. Pręga grzbietowa różni się szerokością i jasnością. Podstawa ogona cechuje się tą samą barwą, co futro na grzbiecie, zazwyczaj kończąc się czernią; ogon jest puszysty. Uszy lemurokształtnych są względnie duże, błoniaste. U samców pod gardłem znajduje się gruczoł zapachowy, który ma w przybliżeniu 20 mm szerokości i jest barwy różowej. U samic w tym samym miejscu znajduje się wąska łata nagiej skóry, wydaje się ona nie tworzyć żadnych wydzielin.

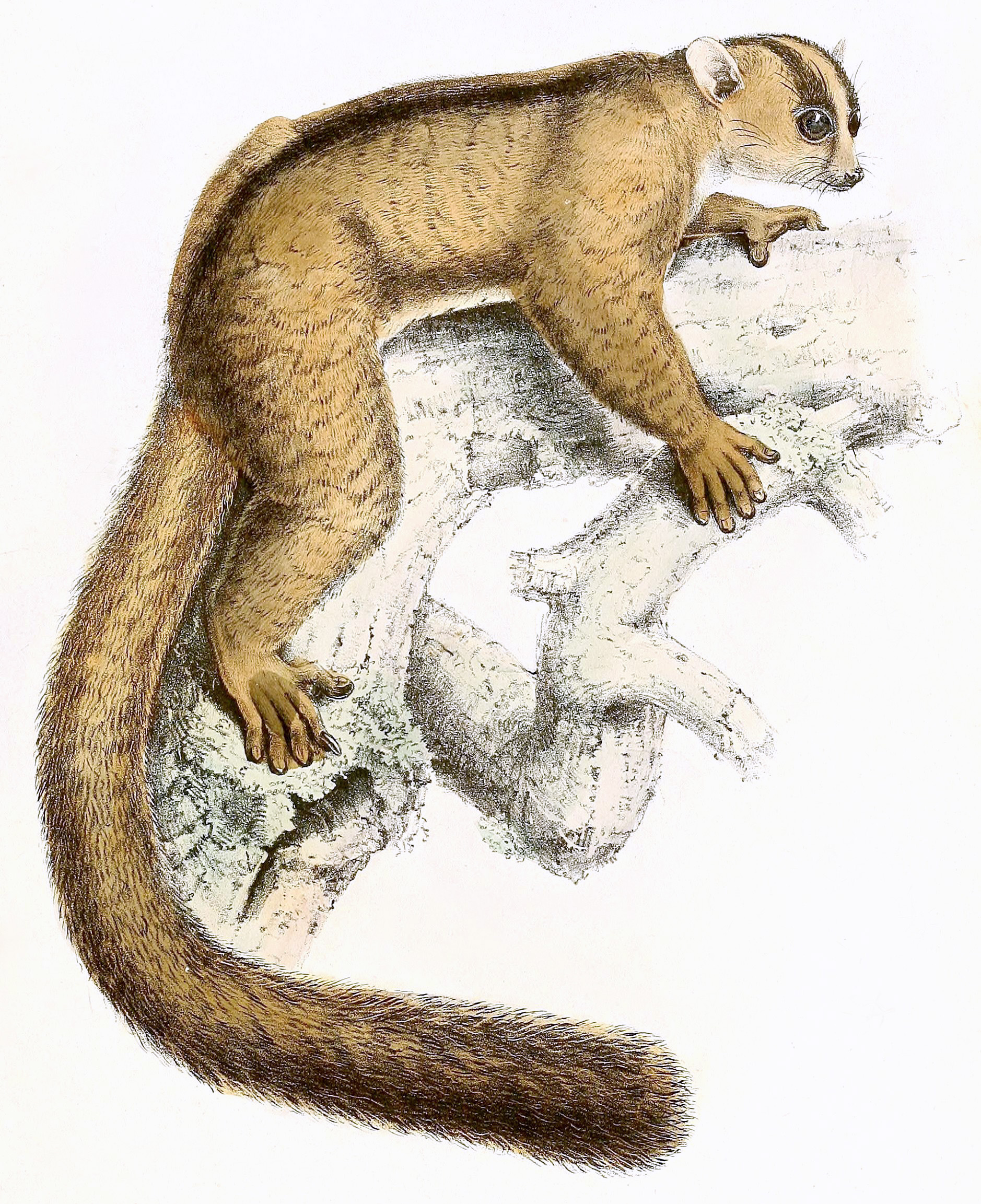
Phaner wyróżnia się ciemną pręga biegnącą pośrodkowo na grzbiecie, rozwidlającą się u szczytu głowy. Powyżej widłogłówka dwupręga

Małpiatki te mają względnie długie tylne kończyny. Wspinają się po pniach i grubych gałęziach dzięki dużym dłoniom i stopom o poszerzonych opuszkach na palcach, jak też przypominających pazury paznokciach. Długi język pomaga dobierać się do naturalnej gumy roślinnej i nektaru, długa kątnica ułatwia trawienie gum roślinnych. Występuje długi, tworzony przez dolne siekacze i kły leżący ku przodowi grzebień zębowy, bardziej zwarty, o znacznie zredukowanych przestrzeniach międzyzębowych, co ma ograniczyć akumulację między zębami spożywanych gum roślinnych.
Rodzaj odróżniają od innych lemurkowatych rowki na zębach szczęki, równoległe i nie zbiegające się ku przodowi szczęki. Po lewej i po prawej stronie znajdują się w szczęce i w żuchwie po 2 siekacze, 1 kieł, 3 przedtrzonowce i 3 trzonowce, co w sumie daje 36 zębów. Pierwszy górny siekacz (I1) jest długi, zakrzywiony w kierunku środka ust, co jest wyjątkowe wśród lemurokształtnych. Natomiast drugi górny siekacz (I2) jest niewielki. Siekacze te rozdziela diastema. Górne kły są duże, a ich końce zakrzywione. Górne przednie przedtrzonowce (P2) przypominają kształtem kły, są bardziej wydatne, niż u jakichkolwiek innych współczesnych lemurokształtnych. Kolejny górny przedtrzonowiec (P3) osiąga za to bardzo małą wielkość, nosi pojedynczy, zaostrzony guzek kontaktujący się z językową obręczą (cingulum), obejmującą podstawę zęba. Dwa guzki na ostatnim górnym przedtrzonowcu (P4) to duży paracone i mniejszy protocone. Jak u innych lemurkowatych, pierwszy dolny przedtrzonowiec (P2) przypomina kieł, jest duży, podczas gdy grzebienie na trzech dolnych przedtrzonowcach są rozwinięte lepiej, niż u innych lemurkowatych. Pierwsze 2 górne trzonowce (M1–2) noszą rozwinięte hipokony, a policzkowa obręcz jest na każdym z nich dobrze rozwinięta. Zęby trzonowe w porównaniu z występującymi u innych lemurkowatych są względnie małe. Drugi trzonowiec żuchwy i szczęki (M2 and M2) wykazuje w porównaniu ze spotykanym u mikrusków zredukowaną funkcjonalność
Samce w porównaniu z innymi lemurokształtnymi mają względnie małe jądra, a ich kły są tej samej wielkości, co spotykane u samic. Podczas pory suchej samice mogą ważyć więcej niż samce. Oba wzorce dymorfizmu płciowego są zgodne z teorią doboru płciowego u zwierząt odpowiednio monogamicznych lub wykazujących dominację samic. Samice mają dwie pary sutków.

## Rozmieszczenie geograficzne i siedlisko
Przedstawicieli rodzaju Phaner spotyka się za zachodzie, północy i wschodzie Madagaskaru, jednak ich zasięg występowania nie jest ciągły. Występują w różnych typach siedlisk: od suchych lasów liściastych zachodniego wybrzeża do lasów deszczowych na wschodzie. Często obserwuje się je także w lasach wtórnych, jednak nie na obszarach nie posiadających ciągłej pokrywy leśnej. Najpospoliciej występują na zachodzie wyspy. Nie spotyka się ich na południu Madagaskaru, w kolczastych lasach suchego południowego skraju wyspy, natomiast niedawno doniesiono o ich obecności w Parku Narodowym Andohahela na południowym wschodzie, co jeszcze nie zostało potwierdzone. Zespół E. Louisa Jr. zasugerował, że gdzieś na wyspie mogą bytować nieodkryte jeszcze gatunki.
Widłogłówka dwupręga występuje na Półwyspie Masoala na północnym wschodzie wyspy, natomiast widłogłówka górska żyje na dalekiej północy wyspy, zwłaszcza w Parku Narodowym Montagne d'Ambre. Widłogłówka płowobrzucha spotykana jest w regionie Sambirano na północnym zachodzie, a widłogłówka jasna zamieszkuje zachód Madagaskaru.

## Zachowanie

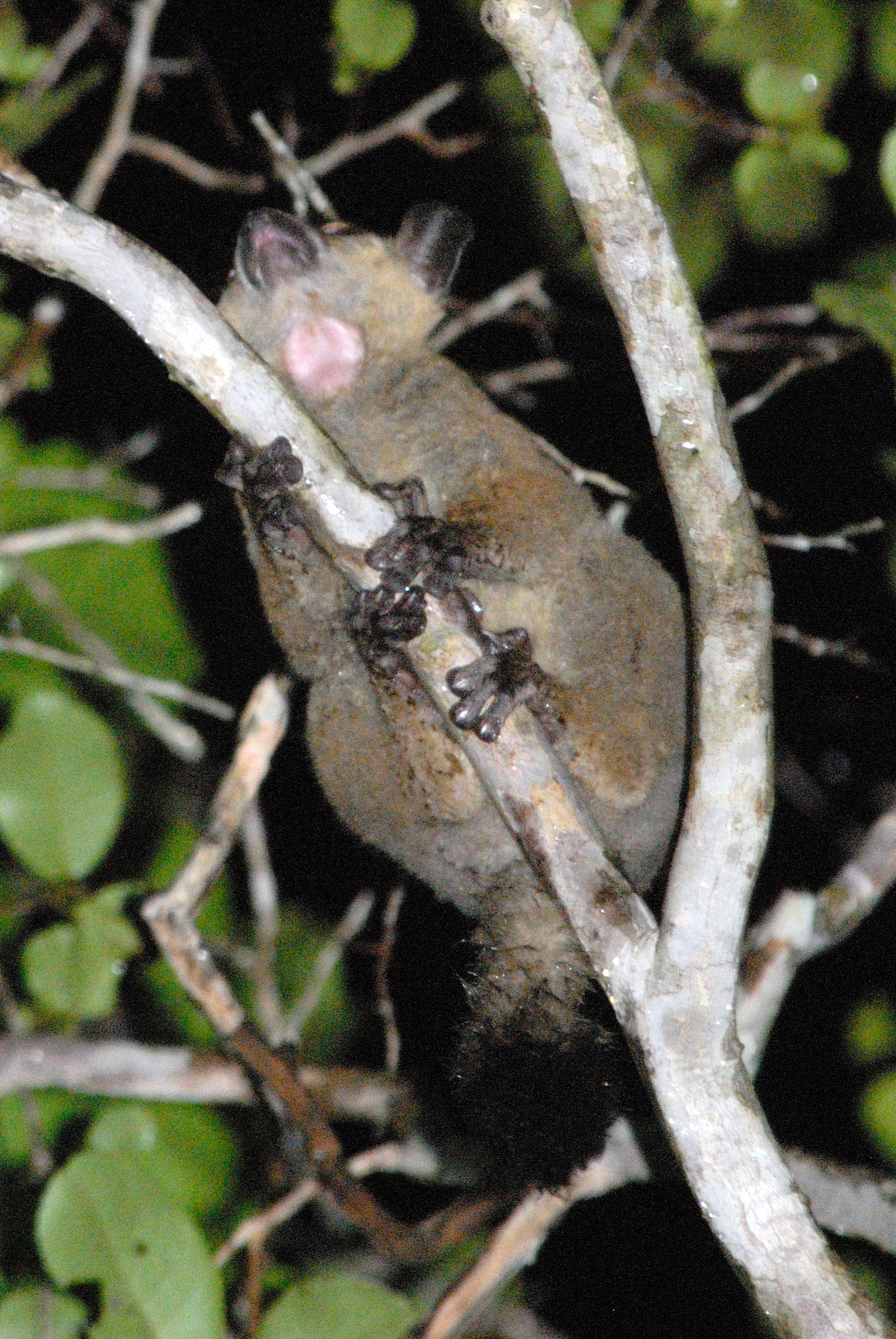
Samce, jak ten przedstawiciel P. pallescens, posiadają gruczoł zapachowy pod gardłem, wykorzystywany jedynie w interakcjach międzyosobniczych

Phaner należą do najsłabiej poznanych lemurokształtnych. Mało wiadomo na ich temat. Względnie dobrze zbadano jedynie P. pallescens, najpierw podczas dwóch ekspedycji Pierre’a Charles-Dominique, Jean-Jacques’a Pettera i Georges’a Pariente'a w latach siedemdziesiątych, a szerzej w badaniu z 1998 z Kirindy Forest. Jak inne lemurkowate, wiodą nocny tryb życia, śpią za dnia w dziuplach drzew (typowo duże drzewa baobabu), bądź w opuszczonych gniazdach zbudowanych przez Mirza coquereli, które adaptują wyścielając je liśćmi – gdy rodzą się młode, dokładane są często świeże liście. W przeciągu roku do snu służyć może nawet 30 miejsc, z których każde wykorzystywane może być przez różny okres.
W nocy widłogłówki odwiedzają miejsca żerowania w obrębie ich areału. Przemieszczają się doń na czterech łapach, wśród gałęzi, z dużą szybkością przemierzają znaczne dystanse przeskakując z drzewa na drzewo bez zatrzymywania się. Widywano je też na ziemi, gdzie goniły się nawzajem, choć niektórzy autorzy zaprzeczają, by podczas spotkań dochodziło do agresji, a także na wysokości 10 m, zazwyczaj jednak zwierzęta te obserwuje się biegające wśród gałęzi na wysokości 3–4 m. Podczas biegów skaczą poziomo na 4–5 m pomiędzy gałęziami, lub nawet na 10 m przy niewielkiej utracie wysokości.
Stworzenia te są czułe na intensywność światła, aktywność rozpoczynają gdy zaczynają zapadać ciemności, w półmroku, nawołując wielokrotnie i odpowiadając odgłosom swych sąsiadów, nim pójdą żerować. Przed samym świtem komunikują się znowu na drodze do miejsc dziennego spoczynku. Niska temperatura również skłania widłogłówki do powrotu do miejsc snu, nawet dwie godziny przed świtem. Wzór odblasków światła w ich oczach, widoczny nocą, jest unikalny wśród lemurokształtnych, gdyż zwierzęta te mają skłonność do kiwania głową w górę i na dół lub na boki.
Zwierzęta terytorialne. Rozmiar terytorium zależy od dostępności pożywienia, jego powierzchnia może wynosić od 3 do 10 ha. Dzięki temu, że mają zdolność do szybkiego przemieszczania się, osobniki mogą łatwo bronić swych terenów – wystarcza im 5 minut by przenieść się z jednego krańca terytorium na drugi. Terytoria samców zachodzą na siebie w niewielkim stopniu. Podobny wzorzec obserwuje się w przypadku samic. Natomiast terytoria osobników różnych płci mogą zachodzić na siebie. Na obszarach zachodzenia na siebie terytoriów („obszary spotkań”) kilku sąsiadów może gromadzić się i nawoływać wspólnie bez agresji. Wiele grup rodzinnych może zgromadzić się na tych obszarach, samice często wstępują w relacje społeczne z innymi samicami i młodymi. W przeciwieństwie do innych lemurokształtnych przedstawiciele rodzaju Phaner nie pozostawiają znaków zapachowych, zamiast czego posługują się głosem podczas sporów terytorialnych. Uważa się je za bardzo wokalne stworzenia, wykorzystujące złożony zestaw odgłosów. Średnio samiec wydaje 30 głośnych okrzyków na godzinę. Maksimum wydawania odgłosów przypada na zmierzch i świt. Ich wysokie, piszczące czy gwiżdżące odgłosy pomagają badaczom zlokalizować je w terenie. Zidentyfikowano odgłosy wskazujące na stres, odgłosy walki, odgłosy Hon wykorzystywane w kontaktach między samcem a samicą, odgłosy Ki i Kiu wyrażające większą ekscytację podczas kontaktu i identyfikujące wydającego, a także odgłosy Kea, długie nawoływania pomiędzy samcami z przylegających do siebie terytoriów. Samice, kiedy mają młode, wydają również odgłosy beczące.
Samce i samice sypiają i pożywiają się razem jako pary monogamiczne, choć obserwowano również poligamię i samotny tryb życia. W Kirindy Forest obserwowano pary pozostające przy sobie przez wiele sezonów, choć widywano je podczas żerowania jedynie w samotności, a większość ich interakcji polegało na konfliktach o miejsca żerowania. Dzielenie gniazd przez pary zdarza się raz na trzy dni. Podczas wzajemnej toalety samiec pozostawia na samicach wydzielinę swego gruczołu zapachowego spod gardła. Sesje toalety mogą trwać kilka minut. Podczas jedzenia samice zdają się dominować nad samcami, pierwsze uzyskują dostęp do pożywienia. Dominują również nad nieterytorialnymi samcami, co wskazuje na pełną dominację samic, porównywalną z obserwowaną u lemura katty.
Rozród obserwowano pod koniec pory suchej, na początku listopada. Porody następują od późnego lutego do wczesnego marca. W sezonie na świat przychodzi tylko jedno młode, choć samice mają po dwie pary sutków. Matka początkowo pozostawia młode w niestrzeżonej dziupli drzewa, podczas gdy sama udaje się na żerowanie. Nie obserwowano, by starsze dzieci przebywały uczepione na swych matkach. Gdy podrosną i zanim będą w stanie przemieszczać się samodzielnie są pozostawiane wśród roślin. Samice wytwarzają mleko przez dwa lata po porodzie. Potomstwo pozostaje pod opieką rodziców przez trzy lata lub więcej. Nie ma informacji na temat ich rozprzestrzeniania się po osiągnięciu dorosłości. Nie obserwowano samic rodzących w następujących po sobie latach.

## Ekologia
Widłogłówki przystosowały się do diety składającej się z gum drzew i soku mlecznego. Ich dieta składa się głównie z gum drzew z rodzaju migdałecznik Terminalia, na których często pasożytują larwy chrząszczy drążące pod korą. Phaner spożywają gumy wypływające przez pęknięcia kory cierpiących na pasożyty drzew lub same żłobią otwór w korze swym grzebieniem zębowym, by następnie zlizać wydzielinę swym długim językiem. Pomiędzy marcem i majem gumy roślinne stanowią większą część ich diety. Udokumentowano także, jak pożywają gumy gatunków Commiphora i Colvillea racemosa, wydzieliny pączków Zanthoxylum tsihanimposa, sok mleczny baobabów (Adansonia), nektar kwiatów Crateva greveana, bogate w cukry wydzieliny Machaerotidae żerujących na drzewach rodzaju Rhopalocarpus i bardzo niewielkie ilości owoców. Choć zamieszkują szeroki przekrój siedlisk leśnych, gumy i inne wydzieliny roślinne innych gatunków prawdopodobnie dominują w ich diecie. Nie stwierdzono u nich estywacji ani akumulacji rezerw tłuszczu na porę suchą.

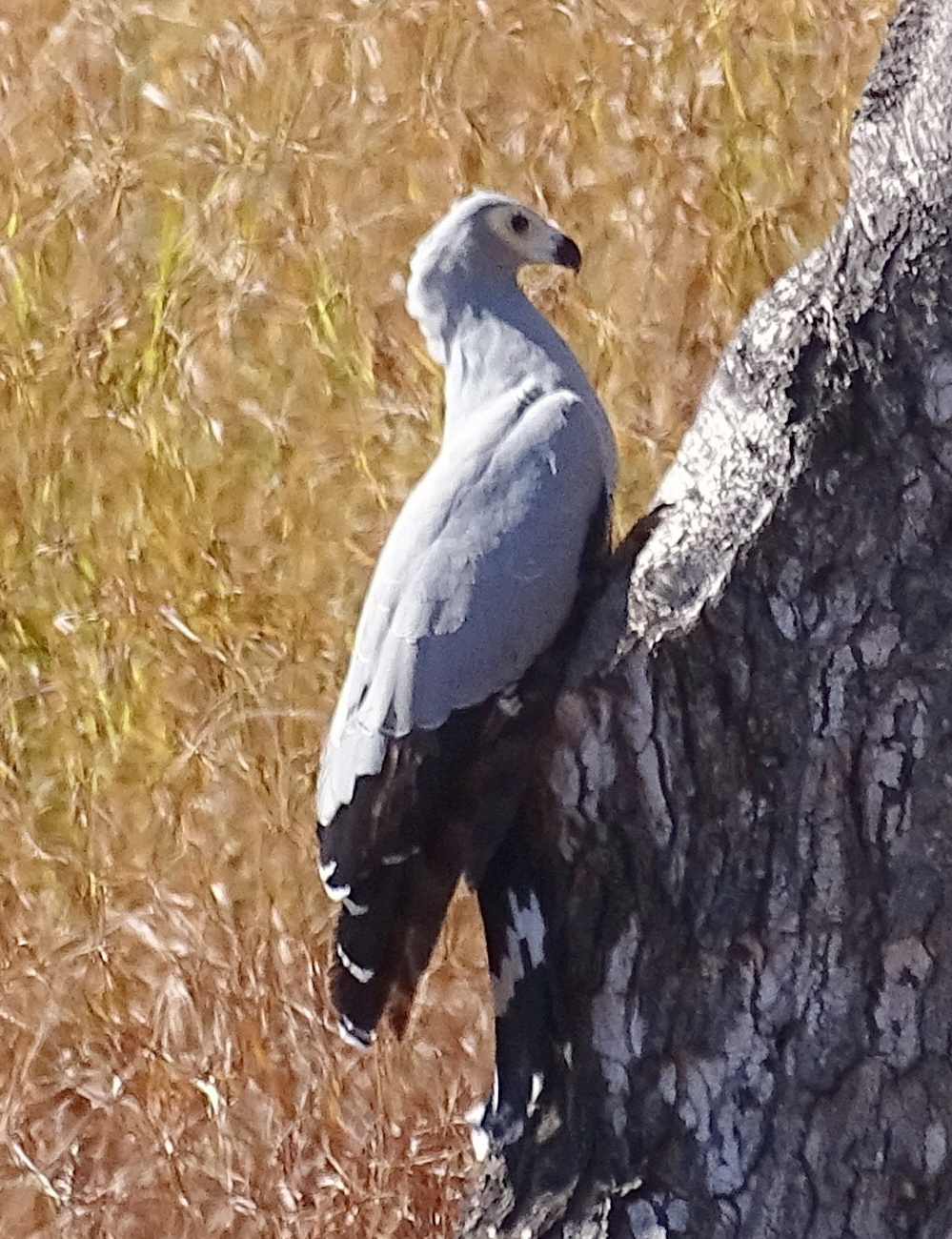
Owadożer madagaskarski (Polyboroides radiatus) może polować na widłogłówki, wyciągając je z ich dziennych kryjówek

By sprostać zapotrzebowaniu na białka i azot, lemurokształtne te polują również na niewielkie stawonogi. W niewoli P. furcifer preferowały polowanie na modliszki i ćmy z rodziny zawisakowatych, ignorując zaś Caelifera, larwy ciem Coeloptera i niewielkie gady. Polują zazwyczaj latem podczas nocy, po zbieraniu gumy typowo w koronach drzew lub na pniach. Owady są łapane rękoma. To stereotypowe zachowanie obserwowano u innych lemurkowatych, jak też u galagowatych. Jednak wydzieliny kilku gatunków drzew, którymi żywią się te naczelne, znane są z dużej zawartości białka, wobec czego widłogłówki mogą też sprostać swemu zapotrzebowaniu na aminokwasy bez polowania na owady.
Istnieją nocne lemurokształtne współwystępujące z widłogłówkami. Na zachodzie Madagaskaru konkurencja międzygatunkowa między nimi jest minimalizowana przez podział siedlisk w piętrze koron drzew pomiędzy poszczególne gatunki, jak choćby wykorzystywanie tylko najwyższych miejsc dziennego spoczynku na wysokości przynajmniej 8 m nad ziemią. Konkurencja z innymi lemurkowatymi, jak lemurek myszaty czy Mirza coquereli, jest najbardziej intensywna, jeśli chodzi o pozyskanie gum wytwarzanych przez Terminalia podczas pory suchej, ale widłogłówki zawsze przepędzają lemurokształtne innych gatunków. U osobników P. pallescens w Kirindy zaobserwowano w trakcie pory suchej spadek masy ciała nawet o 20%, pomimo braku zmian w produkcji wydzielin – wynikało by z tego, że obecność kwiatów i owadów w diecie ma istotny wpływ na kondycję zdrowotną tego gatunku.
Uważa się, że na widłogłówki polują duże sowy, jak uszatka madagaskarska, i węże, jak dusiciel Sanzinia madagascariensis. W jednym przypadku rodzina widłogłówek, zaskoczona przez rzeczonego węża, zastosowała wobec niego mobbing. Dzienne szponiaste, jak myszołów madagaskarski i czubak madagaskarski, polują na te lemurokształtne o zmierzchu, a zachowania prezentowane podczas polowań przez owadożera madagaskarskiego wskazują, że może on wyciągać je z ich miejsc dziennego spoczynku. Fossę (Cryptoprocta ferox) także widywano podczas atakowania widłogłówek, ich szczątki znajdowano w jej odchodach.

## Ochrona
W 2012 Międzynarodowa Unia Ochrony Przyrody (IUCN) uznała P. parienti, P. electromontis i P. pallescens gatunki zagrożone wyginięciem, P. furcifer zaś za gatunek narażony na wyginięcie. Wcześniej przyjmowano, że ich populacja odnotowuje spadki liczebności z powodu utraty siedlisk, za którą odpowiada rolnictwo, w tym tworzenie pastwisk. Istnieją duże różnice w oszacowaniach zagęszczenia osobników w populacjach widłogłówek: od 50 do 550 osobników na km², jednak liczby te odzwierciedlają jedynie sytuację na niewielkich obszarach zasobnych w gumę drzewną – takie zagęszczenia osiągają tylko niewielkie, osamotnione populacje, podczas gdy ogólne zagęszczenie jest niewielkie.
Jak wszystkie lemurokształtne, Phaner objęto ochroną po raz pierwszy w 1969, kiedy zaliczono je do „Class A” African Convention on the Conservation of Nature and Natural Resources. Zabroniono tym samym polowań na nie i odłowu bez pozwolenia, które wydaje się tylko dla celów naukowych bądź interesu narodowego. Od 1973 obejmuje je również załącznik I CITES. Wprowadza to ścisłe regulacje na handel nimi, w tym zabrania handlu dla celów komercyjnych. Choć egzekwowanie prawa nie jest jednolite, chroni je także prawo Madagaskaru. Rzadko trzyma się je w niewoli – osobniki trzymane w niewoli dożywają od 12 do 25 lat.